# Yokoshibahikari
Yokoshibahikari (横芝光町?) è una cittadina giapponese della prefettura di Chiba.